# Pietro Paolo Arrigoni
Pietro Paolo Arrigoni (Cremona, ... – Milano, 1565) è stato un nobile e politico italiano.

## Biografia
Figlio di Emilio, già funzionario ducale e di sua moglie Margherita Mantegazza, Pietro Paolo Arrigoni nacque a Milano sul finire del XV secolo e studiò giurisprudenza a Pavia. Fu tra i giuristi che presero parte alla compilazione delle leggi dello stato ordinata dal duca Francesco II Sforza.
Entrato nella carriera amministrativa del ducato, divenne avvocato fiscale per la provincia di Milano, cancelliere nel magistrato straordinario, questore ed infine senatore. Il 3 ottobre 1541, assieme a Marco Barbavara, presentò a Carlo V il testo definitivo delle Constitutiones dominii Mediolanensis.
Dal 1542 al 1543 fu podestà di Cremona e dal 1547 al 1551 venne nominato podestà di Piacenza da don Ferrante Gonzaga, dopo l'uccisione di Pier Luigi Farnese. Durante il suo podestato in quest'ultima città, dovette fronteggiare non solo una situazione politicamente instabile, ma anche i molti casi di eresia che si presentarono, occupandosi attivamente quindi anche di materia ecclesiastica, giungendo a vietare l'ingresso dei laici nei monasteri e dei frati in quelli femminili così da evitare futuri scandali.
Alla morte del presidente del senato Barbavara, l'Arrigoni venne prescelto da Carlo V quale suo successore. Si trovò quindi a dover fronteggiare una situazione non facile, essenzialmente minata dalla presenza di numerose irregolarità amministrative permesse in particolare da Ferrante Gonzaga che venne per questo richiamato dal proprio servizio e per questo l'amministrazione civile del ducato passo de facto all'Arrigoni
Morì a Milano nel 1565.